# Gerard III Wielki

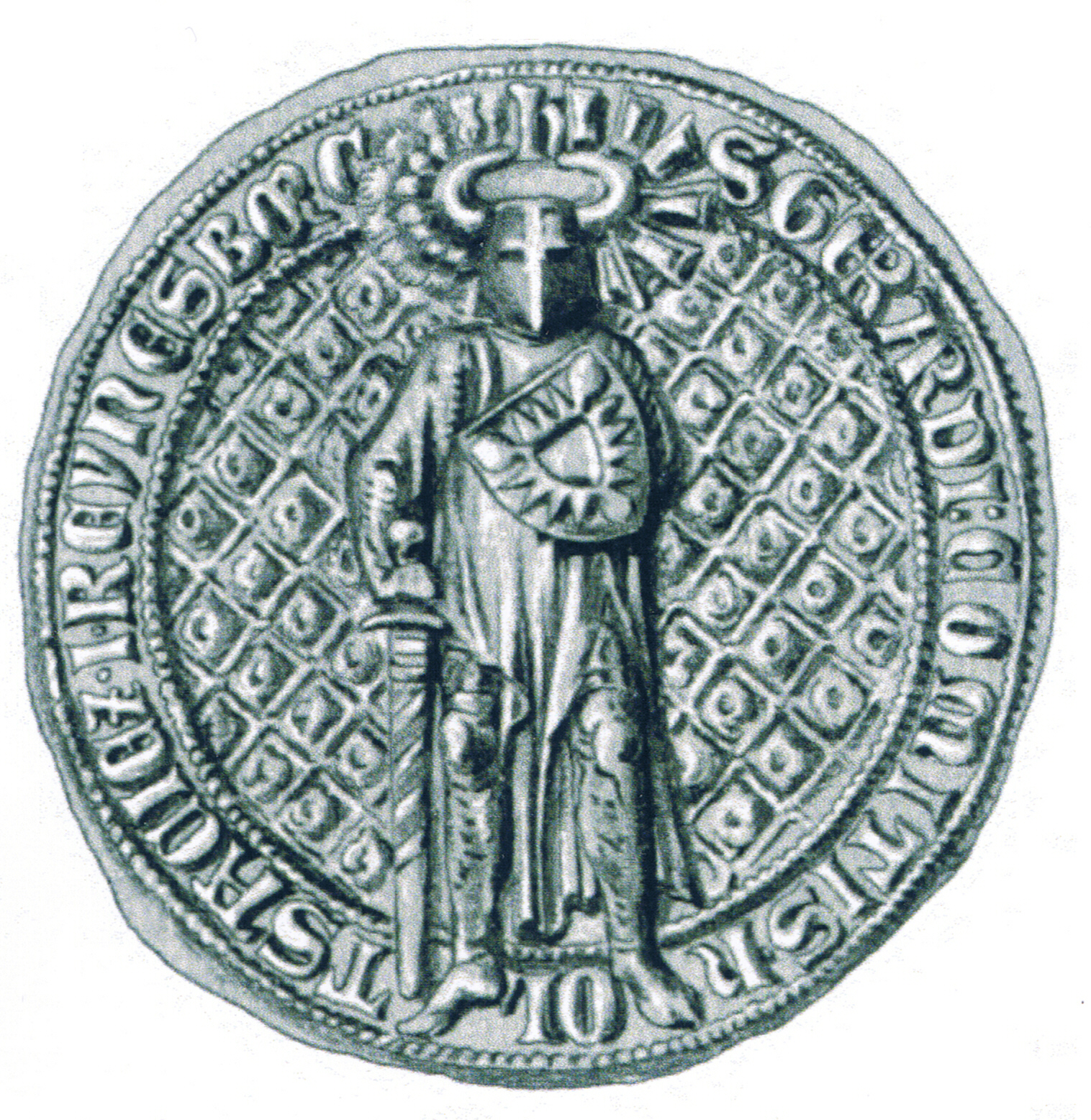
Pieczęć Gerarda III Wielkiego

Gerard III Wielki (ur. ok. 1292, zm. 1 kwietnia 1340) – hrabia Holsztynu-Rendsburg od 1304, książę Szlezwika w latach 1326–1329.

## Życiorys
Gerard był najstarszym synem hrabiego Holsztynu-Rendsburg Henryka I i Heilwig, córki Wilhelma z Bronckhorstu. W 1304 r. został hrabią Holsztynu-Rendsburga po śmierci swego ojca, początkowo niepełnoletni i zastępowany w rządach przez opiekunów. W 1313 r. odnowił związki dynastyczne z książętami Szlezwika wydając swoją siostrę Adelajdę za księcia Eryka II, sam rok później ożenił się z Zofią, księżniczką z Werle. Zdołał także powiększyć swe księstwo podporządkowując sobie kolejne części rozdrobnionego Holsztynu.
Po śmierci Eryka II szlezwickiego w 1325 r. pretensje do rządów opiekuńczych w Szlezwiku (wobec niepełnoletności następcy Eryka, Waldemara V) podniósł król duński Krzysztof II. Gerard wystąpił przeciwko niemu i sprzymierzywszy się z możnymi duńskimi doprowadził do pozbawienia go tronu duńskiego i wyboru na króla młodego Waldemara szlezwickiego. Sam objął rządy opiekuńcze w jego imieniu oraz otrzymał księstwo Szlezwiku (na mocy wydanego prawa, zgodnie z którym Dania i Szlezwik nie mogły być w jednym ręku).
W 1329 r. Krzysztof II zdołał powrócić na tron duński, a ustępujący z tronu Waldemar otrzymał na powrót księstwo Szlezwiku. W zamian za odstąpienie Szlezwiku Gerard uzyskał zapewnienie dziedziczenia w Szlezwiku na wypadek bezpotomnej śmierci Waldemara, a do czasu objęcia tej sukcesji – wyspę Fionię. W 1332 r. Krzysztof II zmarł i rozpoczął się okres bezkrólewia, podczas którego faktyczne rządy w Danii sprawował Gerard i jego sprzymierzeńcy. Przeciwko Gerardowi wystąpił jednak po kilku latach najmłodszy syn Krzysztofa II, Waldemar Atterdag. 1 kwietnia 1340 r. Gerard został zamordowany w łożu przez jutlandzkich spiskowców.
Po śmierci Gerarda obdarzono go przydomkiem Wielkiego. Odznaczał się zdolnościami politycznymi i militarnymi. Położył podwaliny pod zjednoczenie Holsztynu i Szlezwika, którego dokonali jego potomkowie.

## Rodzina
Gerard w 1314 r. poślubił Zofię, córki księcia Werle Mikołaja II i królewny duńskiej Rychezy. Z małżeństwa tego pochodzili: 
- Henryk II Żelazny, następca ojca jako hrabia Holsztynu, także książę Szlezwika,
- Mikołaj, hrabia Holsztynu wraz z bratem Henrykiem,
- Adolf,
- Elżbieta.